# 13 février aux Jeux olympiques de 2006
Le lundi 13 février aux Jeux olympiques d'hiver de 2006 est le troisième jour de compétition.

## Programme
- 09h00 : Curling (H) : phase préliminaire (1re session)
  -  Nouvelle-Zélande 3 - 6  Suède
  -  Italie 5 - 7  Royaume-Uni
  -  Norvège 5 - 11  États-Unis
  -  Finlande 2 - 7  Suisse
- 10h00 : Snowboard (F) : Halfpipe ; qualifications, 1re manche
  - 1re Kelly Clark ( États-Unis) 44,9
  - 2e Gretchen Bleiler ( États-Unis) 41,6
  - 3e Hannah Teter ( États-Unis) 39,9
  - 4e Cheryl Maas ( Pays-Bas) 38,6
  - 5e Shiho Nakashima ( Japon) 35,5
  - 6e Doriane Vidal ( France) 34,5
- 11h00 : Snowboard (F) : Halfpipe ; qualifications, 2e manche (6 premières)
  - 1re Torah Bright ( Australie) 43,1
  - 2e Kjersti Buaas ( Norvège) 41,9
  - 3e Manuela Laura Pesko ( Suisse) 36,9
  - 4e Elena Hight ( États-Unis) 36,8
  - 5e Soko Yamaoka ( Japon) 35,6
  - 6e Chikako Fushimi ( Japon) 34,8
- 12h00 : Biathlon (F) : 15 km individuel
- 14h00 : Curling (F) : phase préliminaire (1re session)
  -  Norvège 11-6  États-Unis
  -  Canada 5-7  Suède
  -  Suisse 11-4  Italie
  -  Royaume-Uni 3-2  Danemark
- 14h00 : Snowboard (F) : Halfpipe ; finale, 1re manche
  - 1re Hannah Teter ( États-Unis) 44,6
  - 2e Gretchen Bleiler ( États-Unis) 41,5
  - 3e Kelly Clark ( États-Unis) 41,1
- 14h35 : Snowboard (F) : Halfpipe ; finale, 2e manche
- 15h05 : Hockey sur glace (F) : Préliminaire groupe A (match 7) ;  Suède 11 - 0  Italie
- 15h30 : Patinage de vitesse (H) : 500 m ; course 1
  - 1er Joey Cheek ( États-Unis) 34 s 82
  - 2e Dmitry Dorofeyev ( Russie) 35 s 24 (+0 s 42)
  - 3e Kang Seok Lee ( Corée du Sud) 35 s 34 (+0 s 52)
- 16h00 : Luge (F) : Simple ; 1re manche
  - 1er Sylke Otto ( Allemagne) 47 s 041
  - 2e Tatjana Huefner ( Allemagne) 47 s 109 (+0 s 068)
  - 3e Courtney Zablocki ( États-Unis) 47 s 253 (+0 s 212)
- 17h35 : Hockey sur glace (F) : Préliminaire groupe B (match 8) ;  Finlande 4-0  Suisse
- 17h40 : Luge (F) : Simple ; 2e manche
- 17h55 : Patinage de vitesse (H) : 500 m ; course 2
- 19h00 : Curling (H) : phase préliminaire (2e session)
  -  Allemagne 5-10  Canada
  -  Finlande 4-3  États-Unis
  -  Royaume-Uni 10-5  Nouvelle-Zélande
  -  Italie 5-7  Suède
- 19h00 : Patinage artistique (M) : programme libre couples

(H) : Hommes ; (F) : Femmes ; (M) : Mixte
L'heure utilisée est l'heure de Turin : UTC+01 heure ; la même utilisée à Bruxelles, Genève et Paris.

## Finales

### Biathlon - 15 km individuel F
| Place | Nation      | Athlète               | Pénalités | Résultat      |
| ----- | ----------- | --------------------- | --------- | ------------- |
| 1er   | Russie      | Svetlana Ishmouratova | 1 min     | 49 min 24 s 1 |
| 2e    | Allemagne   | Martina Glagow        | 2 min     | 50 min 34 s 9 |
| 3e    | Russie      | Albina Akhatova       | 2 min     | 50 min 55 s 0 |
| 4e    | Allemagne   | Andrea Henkel         | 2 min     | 51 min 46 s 3 |
| 5e    | Pologne     | Krystyna Palka        | 0 min     | 51 min 50 s 7 |
| 6e    | France      | Sandrine Bailly       | 3 min     | 51 min 58 s 2 |
| 7e    | Biélorussie | Olga Nazarova         | 2 min     | 51 min 59 s 6 |
| 8e    | Moldavie    | Natalia Levtchenkova  | 2 min     | 52 min 11 s 7 |

- 16 février : La biathlète russe Olga Pyleva, deuxième sur le 15 km individuel, a été déclarée positive à l'occasion d'un contrôle antidopage. Pyleva a été disqualifiée, exclue des Jeux et a perdu sa médaille.

### Snowboard - Halfpipe F
| Place | Nation     | Athlète             | Note |
| ----- | ---------- | ------------------- | ---- |
| 1er   | États-Unis | Hannah Teter        | 46,4 |
| 2e    | États-Unis | Gretchen Bleiler    | 43,4 |
| 3e    | Norvège    | Kjersti Buaas       | 42,0 |
| 4e    | États-Unis | Kelly Clark         | 41,1 |
| 5e    | Australie  | Torah Bright        | 41,0 |
| 6e    | États-Unis | Elena Hight         | 37,8 |
| 7e    | Suisse     | Manuela Laura Pesko | 35,9 |
| 8e    | France     | Doriane Vidal       | 35,7 |

### Patinage de vitesse – 500 m H
500 m H
| Place | Nation       | Athlète          | Temps             |
| ----- | ------------ | ---------------- | ----------------- |
| 1er   | États-Unis   | Joey Cheek       | 34 s 82 + 34 s 94 |
| 2e    | Russie       | Dmitri Dorofeyev | 35 s 24 + 35 s 17 |
| 3e    | Corée du Sud | Lee Kang-Seok    | 35 s 34 + 35 s 09 |
| 4e    | Japon        | Yuya Oikawa      | 35 s 35 + 35 s 21 |
| 5e    | Chine        | Yu Fengtong      | 35 s 39 + 35 s 29 |
| 6e    | Japon        | Joji Kato        | 35 s 59 + 35 s 19 |
| 7e    | Canada       | Michael Ireland  | 35 s 59 + 35 s 29 |
| 8e    | Corée du Sud | Jae-Bong Choi    | 35 s 61 + 35 s 43 |

### Patinage artistique - Couples
| Place | Nation     | Athlètes                             | Note   |
| ----- | ---------- | ------------------------------------ | ------ |
| 1er   | Russie     | Tatiana Totmianina et Maksim Marinin | 135,84 |
| 2e    | Chine      | Dan Zhang et Hao Zhang               | 125,01 |
| 3e    | Chine      | Xue Shen et Hongbo Zhao              | 124,59 |
| 4e    | Chine      | Qing Pang et Jian Tong               | 123,48 |
| 5e    | Allemagne  | Aljona Savchenko et Robin Szolkowy   | 119,19 |
| 6e    | Russie     | Maria Petrova et Aleksey Tikhonov    | 117,42 |
| 7e    | États-Unis | Rena Inoue et John Baldwin           | 113,74 |
| 8e    | Pologne    | Dorota Zagórska et Mariusz Siudek    | 109,85 |

## Médailles du jour
| Rang | Nations      | Médaille d'or, Jeux olympiques | Médaille d'argent | Médaille de bronze | Total |
| ---- | ------------ | ------------------------------ | ----------------- | ------------------ | ----- |
| 1er  | États-Unis   | 2                              | 1                 | 0                  | 3     |
| 2e   | Russie       | 2                              | 0                 | 2                  | 4     |
| 3e   | Chine        | 0                              | 1                 | 1                  | 2     |
| 4e   | Allemagne    | 0                              | 1                 | 0                  | 1     |
| 5e   | Corée du Sud | 0                              | 0                 | 1                  | 1     |
| -    | Norvège      | 0                              | 0                 | 1                  | 1     |